# 弗朗索瓦·布拉奇
弗朗索瓦·布拉奇（法語：François Bracci，1951年10月31日—2023年12月28日），出生於拜奈姆，是一名法國足球領隊和前足球運動員。他總共為法國國家隊出場18次。他曾效力於馬賽（1971年－1979年），是參加1978年世界盃的法國隊成員。

## 外部連結
- François BRACCI （页面存档备份，存于）於法國足球總會 (法文)
- 法国足球协会上的 弗朗索瓦·布拉奇 （法文） 存档于webarchive.org.
- 弗朗索瓦·布拉奇在FootballDatabase.eu中的档案
- François Bracci （页面存档备份，存于）於WorldFootball.net